# Lijst van voetbalinterlands Bulgarije - Malta (vrouwen)
Deze lijst van voetbalinterlands is een overzicht van alle officiële voetbalinterlands tussen de nationale vrouwenteams van Bulgarije en Malta. De landen hebben tot nu toe één keer tegen elkaar gespeeld.

## Wedstrijden
| № | Plaats   | Datum        | Competitie        | Wedstrijd         | Uitslag |
| - | -------- | ------------ | ----------------- | ----------------- | ------- |
| 1 | Ta' Qali | 10 juni 2009 | Vriendschappelijk | Malta − Bulgarije | 0 − 1   |

## Samenvatting
| Competitie        | Totaal gespeeld | Winst Bulgarije | Gelijk | Winst Malta | Doelsaldo Bulgarije – Malta |
| ----------------- | --------------- | --------------- | ------ | ----------- | --------------------------- |
| Vriendschappelijk | 1               | 1               | 0      | 0           | 1 − 0                       |
| Totaal            | 1               | 1               | 0      | 0           | 1 − 0                       |